# Portillon (porte)

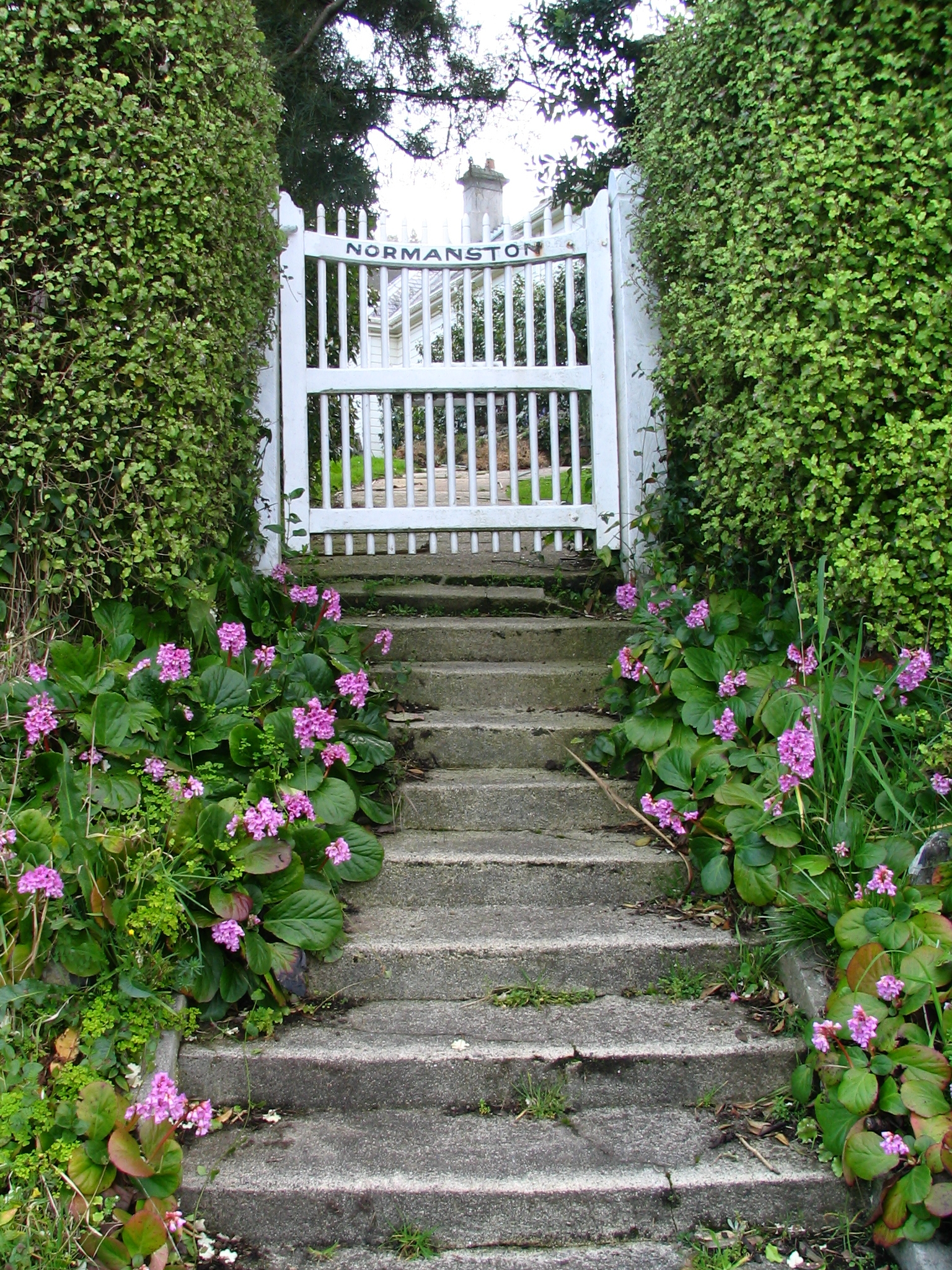
Portillon donnant accès à un jardin

Un portillon est une sorte de petite porte ou élément mobile d'une barrière tenant lieu de porte (tels les portillons qui permettaient autrefois de traverser la voie ferrée alors que le passage à niveau était fermé. 
En cas de système permettant de restreindre l'accès à certaines personnes ou obligeant les personnes à passer l'une après l'autre, on parle de  portillons d'accès (« tourniquet » par exemple).

## Compléments